# Monaco-Matin
Monaco-Matin est l’édition pour Monaco du quotidien régional Nice-Matin du groupe Nice-Matin.
Il est une filiale du groupe Nice-Matin, dont l'actionnaire majoritaire est Xavier Niel.

## Historique
Le quotidien Monaco-Matin a été fondé en 1945.